# Кэмпбелл, Уильям Уоллес
Уильям Уоллес Кэмпбелл (англ. William Wallace Campbell; 1862—1938) — американский астроном.

## Биография
Родился на ферме в округе Хэнкок (штат Огайо, США), в 1886 году окончил Мичиганский университет. В 1886—1888 годах преподавал математику в Колорадском университете, в 1888—1891 годах — астрономию в Мичиганском университете, в 1891—1930 годах работал в Ликской обсерватории (с 1901 года — директор, с 1931-го — почётный директор). В 1923—1930 годах — президент Калифорнийского университета.
Основные труды в области спектрального изучения звёзд. Детально исследовал Новую Возничего 1892 и отметил изменения характера спектра — ослабление континуума и появление ярких линий. Наблюдал эмиссионный спектр звёзд Вольфа — Райе и впервые обнаружил изменения интенсивности водородных линий и зелёной небулярной линии. Велика заслуга Кэмпбелла в подготовке и выполнении начатой в Ликской обсерватории в 1896 обширной систематической программы по наблюдению лучевых скоростей звёзд, целью которой было определение движения Солнца среди звёзд. Важным результатом этих наблюдений было также обнаружение большого количества спектрально-двойных звёзд. Эти работы послужили основой для дальнейшего широкого изучения собственных движений звёзд и вращения Галактики. Во время противостояния Марса в 1894 наблюдал его спектр и нашёл, что в атмосфере Марса очень мало кислорода и водяных паров и что плотность её намного ниже плотности земной атмосферы. В 1909 и 1910 вновь наблюдал Марс и подтвердил эти результаты. Возглавлял экспедиции Ликской обсерватории для наблюдения солнечных затмений — в Индию (1898), Испанию (1905), на остров Флинт близ Таити (1908), в Россию (Киев, 1914), Австралию (1922), а также на территории США (1900, 1918), участник экспедиции в Мексику (1923). Во время наблюдения затмения 1922 произвёл совместно с Р. Дж. Трюмплером измерения отклонения лучей света звёзд при прохождении его вблизи Солнца, предсказываемого общей теорией относительности. Учебник Кэмпбелла «Элементы практической астрономии» (1899) на протяжении многих лет считался образцовым.
Трижды занимал пост президента Тихоокеанского астрономического общества (в 1895, 1909 и 1918 годах).
Был женат на Элизабет Баллард Томпсон с 1892 года; у них было три сына (один из них был асом Первой мировой войны).
Покончил с собой в возрасте 76 лет, будучи почти слепым и страдая от приступов афазии, прыгнул из окна четвёртого этажа в Сан-Франциско.
Член Национальной АН США, её президент в 1931—1935, иностранный член-корреспондент АН СССР (1924), член многих академий наук и научных обществ, президент Международного астрономического союза (1922—1925).
Медали имени Ж. Ж. Ф. Лаланда (1903) и П. Ж. С. Жансена (1910) Парижской АН, Золотая медаль Лондонского королевского астрономического общества (1906), медали им. Г. Дрейпера Национальной академии наук США (1906), медаль К. Брюс Тихоокеанского астрономического общества (1915).
В его честь названы кратеры на Луне и Марсе, а также астероид № 2751.